# Anidrido maleico
Anidrido maléico (anidrido cis-butenedióico, anidrido toxílico, diidro-2,5-dioxofurano) é um composto orgânico com a fórmula C4H2O3 (C=OCH=CHC=O2). No seu estado puro é um sólido incolor ou branco com um odor acre.

## Propriedades
Ponto de fulgor de 110,0 °C (vaso aberto). Temperatura de auto-ignição 476,67 °C.
Pressão de vapor 1,0 mmHg (44°C).
Apresenta as seguintes solubilidades em g/100g de solvente a 25 °C:
- acetato de etila: 112,0
- acetona: 227,0
- água:16,3 (apresentando hidrólise lenta)
- benzeno: 50,0
- clorofórmio: 52,5
- orto-xileno: 19,4
- querosene: 0,25.
- tetracloreto de carbono: 0,6
- tolueno: 23,4

## Produção
Anidrido maléico era tradicionalmente fabricado pela oxidação do benzeno ou outros compostos aromáticos. Devido aos crescentes preços do benzeno, a maior parte das plantas de anidrido maléico agora usam n-butano como matéria prima , em processo chamado "Produto Refinado II“ através de um catalisador Vanádio-P(Fósforo)-O(Óxido de)-(VPO). O "Produto Refinado II“ é uma parte de uma fração de C4 resultante de craqueamento e essencialmente é uma mistura dos isômeros n-Buteno e n-Butano. Em 2006, somente poucas plantas continuavam a usar benzeno:
CH3CH2CH2CH3  + 3.5  O2  →  C2H2(CO)2O  +  4 H2O
Se apresenta muitas vezes o anidrido malêico como um subproduto da produção do anidrido ftálico

## Reações características
O química anidrido maléico é muito rica refletindo sua pronta disponibilidade e reatividade bifuncional.
- Se hidrolisa produzindo ácido maléico, cis-HO2CCH=CHCO2H.
- Por hidratação produz o ácido málico HOOCCH2-CHOH-COOH e com o ácido fumárico, trans-HO2CCH=CHCO2H, como subproduto.
- Com álcoois, o semi-éster é produzido, e.g. cis-HO2CCH=CHCO2CH3.
- O anidrido maléico é um potente dienófilo na reação de Diels-Alder.
- Anidrido maléico (MA) é um excelente ligante para complexos metálicos de baixa valência, exemplos sendo Pt(PPh3)2(MA) e Fe(CO)4(MA).

## Aplicações
- Utilizado na fabricação de: plastificantes; resinas poliéster[4]; resinas alquídicas e malêicas;
- Na produção de aditivos para óleos lubrificantes; inseticidas, herbicidas e fungicidas; ácido fumárico; cola para papel.
- É utilizado na produção de copolímeros, como os copolímeros reativos de metacrilato de metila-anidrido maléico[5].
- É utilizado como aditivo em polipropileno visando induzir modificações nas propriedades deste polímero e em materiais onde este é adicionado[6].
- Como aditivo em elastômeros do tipo EPDM para melhorar a força de adesão em tintas à base de EVA e outras aplicações[7].
- Em formulações de epóxi para acabamentos resistentes à UV[8].